# ATP World Tour 2014
ATP World Tour 2014 představovalo 45. ročník nejvyšší úrovně mužského profesionálního tenisu hraného v roce 2014. Sezóna trvající od 30. prosince 2013 do 17. listopadu 2014 zahrnovala 65 turnajů, až na výjimky, organizované Asociací profesionálních tenistů (ATP).
Okruh čítal čtyři turnaje Grand Slamu – organizované Mezinárodní tenisovou federací (ITF), devět události kategorií ATP World Tour Masters 1000, jedenáct ATP World Tour 500, čtyřicet ATP World Tour 250 a závěrečný Turnaj mistrů. Vedle toho byly součástí kalendáře týmové soutěže pořádané ITF – Davisův pohár a Hopmanův pohár, z něhož si hráči nepřipsali do žebříčku žádné body.
Jako světová jednička ve dvouhře vstoupil do sezóny Španěl Rafael Nadal. Potřetí v kariéře rok na prvním místě zakončil Srb Novak Djoković. Světové klasifikaci čtyřhry pak celou sezónu vévodili američtí bratři Bob a Mike Bryanovi, kteří neopustili čelo žebříčku ani na jeden týden. Jako první pár historie v průběhu roku překonali hranici 100 deblových titulů.
Ženskou obdobou mužského okruhu byl WTA Tour 2014.

## Chronologický přehled turnajů
Legenda
Tabulky měsíců uvádí vítěze a finalisty dvouhry i čtyřhry a dále pak semifinalisty a čtvrtfinalisty dvouhry. Zápis –D/–Q/–Č/–X uvádí počet hráčů dvouhry/hráčů kvalifikace dvouhry/párů čtyřhry/párů mixu. (ZS) – základní skupina.
| Grand Slam                  |
| ATP World Tour Finals       |
| ATP World Tour Masters 1000 |
| ATP World Tour 500          |
| ATP World Tour 250          |
| Týmové soutěže              |

### Leden
| Týden od            | Turnaj | Vítězové                                                                                                  | Finalisté                                                                   | Semifinalisté                       | Čtvrtfinalisté                                                       |
| ------------------- | --- | --- | --------------------------------------------------------------------------- | ----------------------------------- | -------------------------------------------------------------------- |
| 30. prosince        | Hyundai Hopman Cup Perth, Austrálie Týmová soutěž 1 000 000 A$ – tvrdý (h) – 8 týmů (ZS) | Francie 2–1                                                                                               | Polsko                                                                      | skupina A Kanada Itálie Austrálie   | skupina B Česko Spojené státy Španělsko                              |
| 30. prosince        | Brisbane International Brisbane, Austrálie ATP World Tour 250 $511 825 – tvrdý – 28S/32Q/16D | Lleyton Hewitt 6–1, 4–6, 6–3                                                                              | Roger Federer                                                               | Jérémy Chardy Kei Nišikori          | Marinko Matosevic Samuel Groth Marius Copil Marin Čilić              |
| 30. prosince        | Brisbane International Brisbane, Austrálie ATP World Tour 250 $511 825 – tvrdý – 28S/32Q/16D | Mariusz Fyrstenberg Daniel Nestor 6–7(4–7), 6–4, [10–7]                                                   | Juan Sebastián Cabal Robert Farah                                           | Jérémy Chardy Kei Nišikori          | Marinko Matosevic Samuel Groth Marius Copil Marin Čilić              |
| 30. prosince        | Aircel Chennai Open Čennaí, Indie ATP World Tour 250 $459 140 – tvrdý – 28S/32Q/16D | Stan Wawrinka 7–5, 6–2                                                                                    | Édouard Roger-Vasselin                                                      | Vasek Pospisil Marcel Granollers    | Aljaž Bedene Juki Bhambri Benoît Paire Dudi Sela                     |
| 30. prosince        | Aircel Chennai Open Čennaí, Indie ATP World Tour 250 $459 140 – tvrdý – 28S/32Q/16D | Johan Brunström Frederik Nielsen 6–2, 4–6, [10–7]                                                         | Marin Draganja Mate Pavić                                                   | Vasek Pospisil Marcel Granollers    | Aljaž Bedene Juki Bhambri Benoît Paire Dudi Sela                     |
| 30. prosince        | Qatar ExxonMobil Open Dauhá, Katar ATP World Tour 250 $1 195 500 – tvrdý – 32D/32Q/16Č | Rafael Nadal 6–1, 6–7(5–7), 6–2                                                                           | Gaël Monfils                                                                | Peter Gojowczyk Florian Mayer       | Ernests Gulbis Dustin Brown Victor Hănescu Daniel Brands             |
| 30. prosince        | Qatar ExxonMobil Open Dauhá, Katar ATP World Tour 250 $1 195 500 – tvrdý – 32D/32Q/16Č | Tomáš Berdych Jan Hájek 6–2, 6–4                                                                          | Alexander Peya Bruno Soares                                                 | Peter Gojowczyk Florian Mayer       | Ernests Gulbis Dustin Brown Victor Hănescu Daniel Brands             |
| 6. ledna            | Apia International Sydney Sydney, Austrálie ATP World Tour 250 $511 825 – tvrdý – 28S/32Q/16D | Juan Martín del Potro 6-3, 6-1                                                                            | Bernard Tomic                                                               | Dmitrij Tursunov Serhij Stachovskyj | Radek Štěpánek Denis Istomin Marinko Matosevic Alexandr Dolgopolov   |
| 6. ledna            | Apia International Sydney Sydney, Austrálie ATP World Tour 250 $511 825 – tvrdý – 28S/32Q/16D | Daniel Nestor Nenad Zimonjić 7–6(7–3), 7–6(7–3)                                                           | Rohan Bopanna Ajsám Kúreší                                                  | Dmitrij Tursunov Serhij Stachovskyj | Radek Štěpánek Denis Istomin Marinko Matosevic Alexandr Dolgopolov   |
| 6. ledna            | Heineken Open Auckland, Nový Zéland ATP World Tour 250 $514 345 – tvrdý – 28S/32Q/16D | John Isner 7–6(7–4), 7–6(9–7)                                                                             | Lu Jan-sun                                                                  | David Ferrer Roberto Bautista Agut  | Guillermo García-López Steve Johnson Philipp Kohlschreiber Jack Sock |
| 6. ledna            | Heineken Open Auckland, Nový Zéland ATP World Tour 250 $514 345 – tvrdý – 28S/32Q/16D | Julian Knowle Marcelo Melo 4–6, 6–3, [10–5]                                                               | Alexander Peya Bruno Soares                                                 | David Ferrer Roberto Bautista Agut  | Guillermo García-López Steve Johnson Philipp Kohlschreiber Jack Sock |
| 13. ledna 20. ledna | Australian Open Melbourne, Austrálie Grand Slam A$16 000 000 – tvrdý 128S/128Q/64D/32X | Stan Wawrinka 6–3, 6–2, 3–6, 6–3                                                                          | Rafael Nadal                                                                | Roger Federer Tomáš Berdych         | Grigor Dimitrov Andy Murray David Ferrer Novak Djoković              |
| 13. ledna 20. ledna | Australian Open Melbourne, Austrálie Grand Slam A$16 000 000 – tvrdý 128S/128Q/64D/32X | Łukasz Kubot Robert Lindstedt 6–3, 6–3                                                                    | Eric Butorac Raven Klaasen                                                  | Roger Federer Tomáš Berdych         | Grigor Dimitrov Andy Murray David Ferrer Novak Djoković              |
| 13. ledna 20. ledna | Australian Open Melbourne, Austrálie Grand Slam A$16 000 000 – tvrdý 128S/128Q/64D/32X | Kristina Mladenovicová Daniel Nestor 6–3, 6–2                                                             | Sania Mirzaová Horia Tecău                                                  | Roger Federer Tomáš Berdych         | Grigor Dimitrov Andy Murray David Ferrer Novak Djoković              |
| 27. ledna           | Davis Cup, 1. kolo Ostrava, Česko – tvrdý (h) Tokio, Japonsko – tvrdý (h) Frankfurt, Německo – tvrdý (h) La Roche sur Yon, Francie – antuka (h) San Diego, Spojené státy – antuka Mar de Plata, Argentina – antuka Astana, Kazachstán – tvrdý (h) Novi Sad, Srbsko – tvrdý (h) | vítězové                                                                                                  | poražení                                                                    |                                     |                                                                      |
| 27. ledna           | Davis Cup, 1. kolo Ostrava, Česko – tvrdý (h) Tokio, Japonsko – tvrdý (h) Frankfurt, Německo – tvrdý (h) La Roche sur Yon, Francie – antuka (h) San Diego, Spojené státy – antuka Mar de Plata, Argentina – antuka Astana, Kazachstán – tvrdý (h) Novi Sad, Srbsko – tvrdý (h) | Česko 3–2 Japonsko 4–1 Německo 4–1 Francie 5–0 Velká Británie 3–1 Itálie 3–1 Kazachstán 3–2 Švýcarsko 3–2 | Nizozemsko Kanada Španělsko Austrálie Spojené státy Argentina Belgie Srbsko |                                     |                                                                      |

### Únor
| Týden od  | Turnaj | Vítězové                                                       | Finalisté                                | Semifinalisté                        | Čtvrtfinalisté                                                         |
| --------- | --- | -------------------------------------------------------------- | ---------------------------------------- | ------------------------------------ | ---------------------------------------------------------------------- |
| 3. února  | Open Sud de France Montpellier, Francie ATP World Tour 250 €485 760 – tvrdý (h) – 28S/32Q/16D                          | Gaël Monfils 6–4, 6–4                                          | Richard Gasquet                          | Jerzy Janowicz Jarkko Nieminen       | Albano Olivetti Édouard Roger-Vasselin Denis Istomin Marc Gicquel      |
| 3. února  | Open Sud de France Montpellier, Francie ATP World Tour 250 €485 760 – tvrdý (h) – 28S/32Q/16D                          | Nikolaj Davyděnko Denis Istomin 6–4, 1–6, [10–7]               | Marc Gicquel Nicolas Mahut               | Jerzy Janowicz Jarkko Nieminen       | Albano Olivetti Édouard Roger-Vasselin Denis Istomin Marc Gicquel      |
| 3. února  | PBZ Zagreb Indoors Záhřeb, Chorvatsko ATP World Tour 250 €485 760 – tvrdý (h) – 28S/32Q/16D                            | Marin Čilić 6–3, 6–4                                           | Tommy Haas                               | Daniel Evans Björn Phau              | Andrej Kuzněcov Philipp Kohlschreiber Ivan Dodig Dudi Sela             |
| 3. února  | PBZ Zagreb Indoors Záhřeb, Chorvatsko ATP World Tour 250 €485 760 – tvrdý (h) – 28S/32Q/16D                            | Jean-Julien Rojer Horia Tecău 3–6, 6–4, [10–2]                 | Philipp Marx Michal Mertiňák             | Daniel Evans Björn Phau              | Andrej Kuzněcov Philipp Kohlschreiber Ivan Dodig Dudi Sela             |
| 3. února  | Royal Guard Open Viña del Mar, Chile ATP World Tour 250 $485 760 – antuka – 28S/32Q/16D                                | Fabio Fognini 6–2, 6–4                                         | Leonardo Mayer                           | Nicolás Almagro Santiago Giraldo     | Jérémy Chardy Taro Daniel Guillermo García-López Daniel Gimeno Traver  |
| 3. února  | Royal Guard Open Viña del Mar, Chile ATP World Tour 250 $485 760 – antuka – 28S/32Q/16D                                | Oliver Marach Florin Mergea 6–3, 6–4                           | Juan Sebastián Cabal Robert Farah Maksúd | Nicolás Almagro Santiago Giraldo     | Jérémy Chardy Taro Daniel Guillermo García-López Daniel Gimeno Traver  |
| 10. února | ABN AMRO World Tennis Tournament Rotterdam, Nizozemsko ATP World Tour 500 €1 575 875 – tvrdý (h) – 32S/16Q/16D         | Tomáš Berdych 6–4, 6–2                                         | Marin Čilić                              | Ernests Gulbis Igor Sijsling         | Juan Martín del Potro Jerzy Janowicz Philipp Kohlschreiber Andy Murray |
| 10. února | ABN AMRO World Tennis Tournament Rotterdam, Nizozemsko ATP World Tour 500 €1 575 875 – tvrdý (h) – 32S/16Q/16D         | Michaël Llodra Nicolas Mahut 6–2, 7–6(7–4)                     | Jean-Julien Rojer Horia Tecău            | Ernests Gulbis Igor Sijsling         | Juan Martín del Potro Jerzy Janowicz Philipp Kohlschreiber Andy Murray |
| 10. února | U.S. National Indoor Tennis Championships Memphis, Spojené státy ATP World Tour 250 $647 675 – tvrdý (h) – 28S/32Q/16D | Kei Nišikori 6–4, 7–6(7–0)                                     | Ivo Karlović                             | Michael Russell Lu Jan-sun           | Alex Bogomolov Lleyton Hewitt Alex Kuznetsov Jack Sock                 |
| 10. února | U.S. National Indoor Tennis Championships Memphis, Spojené státy ATP World Tour 250 $647 675 – tvrdý (h) – 28S/32Q/16D | Eric Butorac Raven Klaasen 6–4, 6–4                            | Bob Bryan Mike Bryan                     | Michael Russell Lu Jan-sun           | Alex Bogomolov Lleyton Hewitt Alex Kuznetsov Jack Sock                 |
| 10. února | Copa Claro Buenos Aires, Argentina ATP World Tour 250 $567 760 – antuka – 32S/32Q/16D                                  | David Ferrer 6–4, 6–3                                          | Fabio Fognini                            | Nicolás Almagro Tommy Robredo        | Albert Ramos Jérémy Chardy Robin Haase Pablo Andújar                   |
| 10. února | Copa Claro Buenos Aires, Argentina ATP World Tour 250 $567 760 – antuka – 32S/32Q/16D                                  | Marcel Granollers Marc López 7–5, 6–4                          | Pablo Cuevas Horacio Zeballos            | Nicolás Almagro Tommy Robredo        | Albert Ramos Jérémy Chardy Robin Haase Pablo Andújar                   |
| 17. února | Rio Open Rio de Janeiro, Brazílie ATP World Tour 500 $ – antuka – 32S/16Q/16D                                          | Rafael Nadal 6–3, 7–6(7–3)                                     | Alexandr Dolgopolov                      | Pablo Andújar David Ferrer           | João Sousa Tommy Robredo Fabio Fognini Thomaz Bellucci                 |
| 17. února | Rio Open Rio de Janeiro, Brazílie ATP World Tour 500 $ – antuka – 32S/16Q/16D                                          | Juan Sebastián Cabal Robert Farah 6-4, 6-2                     | David Marrero Marcelo Melo               | Pablo Andújar David Ferrer           | João Sousa Tommy Robredo Fabio Fognini Thomaz Bellucci                 |
| 17. února | Open 13 Marseille, Francie ATP World Tour 250 € – tvrdý (h) – 28S/32Q/16D                                              | Ernests Gulbis 7–6(7–5), 6–4                                   | Jo-Wilfried Tsonga                       | Richard Gasquet Jan-Lennard Struff   | Ivan Dodig Nicolas Mahut Michaël Llodra Édouard Roger-Vasselin         |
| 17. února | Open 13 Marseille, Francie ATP World Tour 250 € – tvrdý (h) – 28S/32Q/16D                                              | Julien Benneteau Édouard Roger-Vasselin 4–6, 7–6(8–6), [13–11] | Paul Hanley Jonathan Marray              | Richard Gasquet Jan-Lennard Struff   | Ivan Dodig Nicolas Mahut Michaël Llodra Édouard Roger-Vasselin         |
| 17. února | Delray Beach International Tennis Championships Delray Beach, Spojené státy ATP World Tour 250 $ – tvrdý – 32S/32Q/16D | Marin Čilić 7–6(8–6), 6–7(7–9), 6–4                            | Kevin Anderson                           | Steve Johnson John Isner             | Feliciano López Marinko Matosevic Teimuraz Gabašvili Rhyne Williams    |
| 17. února | Delray Beach International Tennis Championships Delray Beach, Spojené státy ATP World Tour 250 $ – tvrdý – 32S/32Q/16D | Bob Bryan Mike Bryan 6–2, 6–3                                  | František Čermák Michail Jelgin          | Steve Johnson John Isner             | Feliciano López Marinko Matosevic Teimuraz Gabašvili Rhyne Williams    |
| 24. února | Dubai Duty Free Tennis Championships Dubaj, Spojené arabské emiráty ATP World Tour 500 $ – tvrdý – 32S/16Q/16D         | Roger Federer 3–6, 6–4, 6–3                                    | Tomáš Berdych                            | Novak Djoković Philipp Kohlschreiber | Michail Južnyj Lukáš Rosol Jo-Wilfried Tsonga Malek Džazírí            |
| 24. února | Dubai Duty Free Tennis Championships Dubaj, Spojené arabské emiráty ATP World Tour 500 $ – tvrdý – 32S/16Q/16D         | Rohan Bopanna Ajsám Kúreší 6–4, 6–3                            | Daniel Nestor Nenad Zimonjić             | Novak Djoković Philipp Kohlschreiber | Michail Južnyj Lukáš Rosol Jo-Wilfried Tsonga Malek Džazírí            |
| 24. února | Abierto Mexicano Telcel Acapulco, Mexiko ATP World Tour 500 $ – tvrdý – 32S/16Q/16D                                    | Grigor Dimitrov 7–6(7–1), 3–6, 7–6(7–5)                        | Kevin Anderson                           | Alexandr Dolgopolov Andy Murray      | David Ferrer Ivo Karlović Ernests Gulbis Gilles Simon                  |
| 24. února | Abierto Mexicano Telcel Acapulco, Mexiko ATP World Tour 500 $ – tvrdý – 32S/16Q/16D                                    | Kevin Anderson Matthew Ebden 6–3, 6–3                          | Feliciano López Max Mirnyj               | Alexandr Dolgopolov Andy Murray      | David Ferrer Ivo Karlović Ernests Gulbis Gilles Simon                  |
| 24. února | Brasil Open São Paulo, Brazílie ATP World Tour 250 $ – antuka – 28S/32Q/16D                                            | Federico Delbonis 4–6, 6–3, 6–4                                | Paolo Lorenzi                            | Tommy Haas Thomaz Bellucci           | Horacio Zeballos Juan Mónaco Martin Kližan Albert Montañés             |
| 24. února | Brasil Open São Paulo, Brazílie ATP World Tour 250 $ – antuka – 28S/32Q/16D                                            | Guillermo García-López Philipp Oswald 5–7, 6–4, [15–13]        | Juan Sebastián Cabal Robert Farah Maksúd | Tommy Haas Thomaz Bellucci           | Horacio Zeballos Juan Mónaco Martin Kližan Albert Montañés             |

### Březen
| Týden od              | Turnaj | Vítězové                                       | Finalisté                                  | Semifinalisté                  | Čtvrtfinalisté                                              |
| --------------------- | --- | ---------------------------------------------- | ------------------------------------------ | ------------------------------ | ----------------------------------------------------------- |
| 3. března 10. března  | BNP Paribas Open Indian Wells, Spojené státy ATP World Tour Masters 1000 $ – tvrdý – 96D/48Q/32Č                                    | Novak Djoković 3–6, 6–3, 7–6(7–3)              | Roger Federer                              | Alexandr Dolgopolov John Isner | Milos Raonic Kevin Anderson Ernests Gulbis Julien Benneteau |
| 3. března 10. března  | BNP Paribas Open Indian Wells, Spojené státy ATP World Tour Masters 1000 $ – tvrdý – 96D/48Q/32Č                                    | Bob Bryan Mike Bryan 6–4, 6–3                  | Alexander Peya Bruno Soares                | Alexandr Dolgopolov John Isner | Milos Raonic Kevin Anderson Ernests Gulbis Julien Benneteau |
| 17. března 24. března | Sony Open Tennis Miami, Spojené státy ATP World Tour Masters 1000 $ – tvrdý – 96D/48Q/32Č                                           | Novak Djoković 6–3, 6–3                        | Rafael Nadal                               | Tomáš Berdych Kei Nišikori     | Milos Raonic Alexandr Dolgopolov Roger Federer Andy Murray  |
| 17. března 24. března | Sony Open Tennis Miami, Spojené státy ATP World Tour Masters 1000 $ – tvrdý – 96D/48Q/32Č                                           | Bob Bryan Mike Bryan 7–6(10–8), 6–4            | Juan Sebastián Cabal Robert Farah          | Tomáš Berdych Kei Nišikori     | Milos Raonic Alexandr Dolgopolov Roger Federer Andy Murray  |
| 30. března            | Davis Cup, čtvrtfinále Tokio, Japonsko – tvrdý (h) Nancy, Francie – tvrdý (h) Neapol, Itálie – antuka Ženeva, Švýcarsko – tvrdý (h) | vítězové                                       | poražení                                   |                                |                                                             |
| 30. března            | Davis Cup, čtvrtfinále Tokio, Japonsko – tvrdý (h) Nancy, Francie – tvrdý (h) Neapol, Itálie – antuka Ženeva, Švýcarsko – tvrdý (h) | Česko 5–0 Francie 3–2 Itálie 3–2 Švýcarsko 3–2 | Japonsko Německo Velká Británie Kazachstán |                                |                                                             |

### Duben
| Týden od  | Turnaj                                                                                                   | Vítězové                                        | Finalisté                            | Semifinalisté                             | Čtvrtfinalisté                                                      |
| --------- | --- | ----------------------------------------------- | ------------------------------------ | ----------------------------------------- | ------------------------------------------------------------------- |
| 7. dubna  | U.S. Men's Clay Court Championships Houston, Spojené státy ATP World Tour 250 $ – antuka – 28D/32Q/16Č   | Fernando Verdasco 6–3, 7–6(7–4)                 | Nicolás Almagro                      | Sam Querrey Santiago Giraldo              | Dustin Brown Jack Sock Donald Young Alejandro González              |
| 7. dubna  | U.S. Men's Clay Court Championships Houston, Spojené státy ATP World Tour 250 $ – antuka – 28D/32Q/16Č   | Bob Bryan Mike Bryan 4–6, 6–4, [11–9]           | David Marrero Fernando Verdasco      | Sam Querrey Santiago Giraldo              | Dustin Brown Jack Sock Donald Young Alejandro González              |
| 7. dubna  | Grand Prix Hassan II Casablanca, Maroko ATP World Tour 250 € – antuka – 28S/32Q/16D                      | Guillermo García-López 5–7, 6–4, 6–3            | Marcel Granollers                    | Federico Delbonis Roberto Carballés Baena | Victor Hănescu Pablo Carreño Benoît Paire Andrej Kuzněcov           |
| 7. dubna  | Grand Prix Hassan II Casablanca, Maroko ATP World Tour 250 € – antuka – 28S/32Q/16D                      | Jean-Julien Rojer Horia Tecău 6–2, 6–2          | Tomasz Bednarek Lukáš Dlouhý         | Federico Delbonis Roberto Carballés Baena | Victor Hănescu Pablo Carreño Benoît Paire Andrej Kuzněcov           |
| 14. dubna | Monte-Carlo Rolex Masters Monte Carlo, Monako ATP World Tour Masters 1000 € – antuka – 56S/28Q/24D       | Stan Wawrinka 4–6, 7–6(7–5), 6–2                | Roger Federer                        | David Ferrer Novak Djoković               | Rafael Nadal Milos Raonic Jo-Wilfried Tsonga Guillermo García-López |
| 14. dubna | Monte-Carlo Rolex Masters Monte Carlo, Monako ATP World Tour Masters 1000 € – antuka – 56S/28Q/24D       | Bob Bryan Mike Bryan 6–3, 3–6, [10–8]           | Ivan Dodig Marcelo Melo              | David Ferrer Novak Djoković               | Rafael Nadal Milos Raonic Jo-Wilfried Tsonga Guillermo García-López |
| 21. dubna | Barcelona Open Banco Sabadell Barcelona, Španělsko ATP World Tour 500 2 127 035 € – antuka – 48S/28Q/24D | Kei Nišikori 6–2, 6–2                           | Santiago Giraldo                     | Nicolás Almagro Ernests Gulbis            | Rafael Nadal Philipp Kohlschreiber Marin Čilić Teimuraz Gabašvili   |
| 21. dubna | Barcelona Open Banco Sabadell Barcelona, Španělsko ATP World Tour 500 2 127 035 € – antuka – 48S/28Q/24D | Jesse Huta Galung Stéphane Robert 6–3, 6–3      | Daniel Nestor Nenad Zimonjić         | Nicolás Almagro Ernests Gulbis            | Rafael Nadal Philipp Kohlschreiber Marin Čilić Teimuraz Gabašvili   |
| 21. dubna | BRD Năstase Țiriac Trophy Bukurešť, Rumunsko ATP World Tour 250 485 760 € – antuka – 28S/32Q/16D         | Grigor Dimitrov 7–6(7–2), 6–1                   | Lukáš Rosol                          | Gaël Monfils Robin Haase                  | Serhij Stachovskyj Paul-Henri Mathieu Gilles Simon Denis Istomin    |
| 21. dubna | BRD Năstase Țiriac Trophy Bukurešť, Rumunsko ATP World Tour 250 485 760 € – antuka – 28S/32Q/16D         | Jean-Julien Rojer Horia Tecău 6–4, 6–4          | Mariusz Fyrstenberg Marcin Matkowski | Gaël Monfils Robin Haase                  | Serhij Stachovskyj Paul-Henri Mathieu Gilles Simon Denis Istomin    |
| 28. dubna | BMW Open Mnichov, Německo ATP World Tour 250 485 760 € – antuka – 28S/32Q/16D                            | Martin Kližan 2–6, 6–1, 6–2                     | Fabio Fognini                        | Jan-Lennard Struff Tommy Haas             | Thomaz Bellucci Ričardas Berankis Denis Istomin Andreas Seppi       |
| 28. dubna | BMW Open Mnichov, Německo ATP World Tour 250 485 760 € – antuka – 28S/32Q/16D                            | Jamie Murray John Peers 6–4, 6–2                | Colin Fleming Ross Hutchins          | Jan-Lennard Struff Tommy Haas             | Thomaz Bellucci Ričardas Berankis Denis Istomin Andreas Seppi       |
| 28. dubna | Portugal Open Oeiras, Portugalsko ATP World Tour 250 485 760 € – antuka – 28S/32Q/16D                    | Carlos Berlocq 0–6, 7–5, 6–1                    | Tomáš Berdych                        | Victor Hănescu Daniel Gimeno Traver       | Leonardo Mayer Gastão Elias Marcel Granollers Milos Raonic          |
| 28. dubna | Portugal Open Oeiras, Portugalsko ATP World Tour 250 485 760 € – antuka – 28S/32Q/16D                    | Santiago González Scott Lipsky 6–3, 3–6, [10–8] | Pablo Cuevas David Marrero           | Victor Hănescu Daniel Gimeno Traver       | Leonardo Mayer Gastão Elias Marcel Granollers Milos Raonic          |

### Květen
| Týden od             | Turnaj | Vítězové                                                  | Finalisté                      | Semifinalisté                      | Čtvrtfinalisté                                                |
| -------------------- | --- | --------------------------------------------------------- | ------------------------------ | ---------------------------------- | ------------------------------------------------------------- |
| 5. května            | Mutua Madrid Open Madrid, Spain ATP World Tour Masters 1000 Madrid, Španělsko ATP World Tour Masters 1000 4 625 835 € – antuka – 56S/28Q/24D | Rafael Nadal 2–6, 6–4, 3–0skreč                           | Kei Nišikori                   | Roberto Bautista Agut David Ferrer | Tomáš Berdych Santiago Giraldo Feliciano López Ernests Gulbis |
| 5. května            | Mutua Madrid Open Madrid, Spain ATP World Tour Masters 1000 Madrid, Španělsko ATP World Tour Masters 1000 4 625 835 € – antuka – 56S/28Q/24D | Daniel Nestor Nenad Zimonjić 6–4, 6–2                     | Bob Bryan Mike Bryan           | Roberto Bautista Agut David Ferrer | Tomáš Berdych Santiago Giraldo Feliciano López Ernests Gulbis |
| 12. května           | Internazionali BNL d'Italia Řím, Itálie ATP World Tour Masters 1000 3 452 415 € – antuka – 56S/28Q/24D                                       | Novak Djoković 4–6, 6–3, 6–3                              | Rafael Nadal                   | Grigor Dimitrov Milos Raonic       | Andy Murray Tommy Haas Jérémy Chardy David Ferrer             |
| 12. května           | Internazionali BNL d'Italia Řím, Itálie ATP World Tour Masters 1000 3 452 415 € – antuka – 56S/28Q/24D                                       | Daniel Nestor Nenad Zimonjić 6–4, 7–6(7–2)                | Robin Haase Feliciano López    | Grigor Dimitrov Milos Raonic       | Andy Murray Tommy Haas Jérémy Chardy David Ferrer             |
| 19. května           | Düsseldorf Open Düsseldorf, Německo ATP World Tour 250 485 760 € – antuka – 28S/32Q/16D                                                      | Philipp Kohlschreiber 6–2, 7–6(7–4)                       | Ivo Karlović                   | Denis Istomin Jiří Veselý          | Mate Delić Andreas Seppi Jürgen Melzer Juan Mónaco            |
| 19. května           | Düsseldorf Open Düsseldorf, Německo ATP World Tour 250 485 760 € – antuka – 28S/32Q/16D                                                      | Santiago González Scott Lipsky 7–5, 4–6, [10–3]           | Martin Emmrich Christopher Kas | Denis Istomin Jiří Veselý          | Mate Delić Andreas Seppi Jürgen Melzer Juan Mónaco            |
| 19. května           | Open de Nice Côte d'Azur Nice, Francie ATP World Tour 250 485 760 € – antuka – 28S/32Q/16D                                                   | Ernests Gulbis 6–1, 7–6(7–5)                              | Federico Delbonis              | Gilles Simon Albert Montañés       | John Isner Carlos Berlocq Leonardo Mayer Dmitrij Tursunov     |
| 19. května           | Open de Nice Côte d'Azur Nice, Francie ATP World Tour 250 485 760 € – antuka – 28S/32Q/16D                                                   | Martin Kližan Philipp Oswald 6–2, 6–0                     | Rohan Bopanna Ajsám Kúreší     | Gilles Simon Albert Montañés       | John Isner Carlos Berlocq Leonardo Mayer Dmitrij Tursunov     |
| 25. května 2. června | French Open Paříž, Francie Grand Slam 11 315 740 $ – antuka – 128S/128Q/64D/32X                                                              | Rafael Nadal 3–6, 7–5, 6–2, 6–4                           | Novak Djoković                 | Andy Murray Ernests Gulbis         | David Ferrer Gaël Monfils Tomáš Berdych Milos Raonic          |
| 25. května 2. června | French Open Paříž, Francie Grand Slam 11 315 740 $ – antuka – 128S/128Q/64D/32X                                                              | Julien Benneteau Édouard Roger-Vasselin 6–3, 7–6(7–1)     | Marcel Granollers Marc López   | Andy Murray Ernests Gulbis         | David Ferrer Gaël Monfils Tomáš Berdych Milos Raonic          |
| 25. května 2. června | French Open Paříž, Francie Grand Slam 11 315 740 $ – antuka – 128S/128Q/64D/32X                                                              | Anna-Lena Grönefeldová Jean-Julien Rojer 4–6, 6–2, [10–7] | Julia Görgesová Nenad Zimonjić | Andy Murray Ernests Gulbis         | David Ferrer Gaël Monfils Tomáš Berdych Milos Raonic          |

### Červen
| Týden od              | Turnaj                                                                                            | Vítězové                                                   | Finalisté                       | Semifinalisté                      | Čtvrtfinalisté                                                      |
| --------------------- | ------------------------------------------------------------------------------------------------- | ---------------------------------------------------------- | ------------------------------- | ---------------------------------- | ------------------------------------------------------------------- |
| 9. června             | Gerry Weber Open Halle, Německo ATP World Tour 250 € – tráva – 28S/32Q/16D                        | Roger Federer 7–6(7–2), 7–6(7–3)                           | Alejandro Falla                 | Philipp Kohlschreiber Kei Nišikori | Dustin Brown Peter Gojowczyk Steve Johnson Lu Jan-sun               |
| 9. června             | Gerry Weber Open Halle, Německo ATP World Tour 250 € – tráva – 28S/32Q/16D                        | Andre Begemann Julian Knowle 1–6, 7–5, [12–10]             | Marco Chiudinelli Roger Federer | Philipp Kohlschreiber Kei Nišikori | Dustin Brown Peter Gojowczyk Steve Johnson Lu Jan-sun               |
| 9. června             | AEGON Championships Londýn, Velká Británie ATP World Tour 250 € – tráva – 56S/32Q/24D             | Grigor Dimitrov 6–7(8–10), 7–6(7–1), 7–6(8–6)              | Feliciano López                 | Stan Wawrinka Radek Štěpánek       | Marinko Matosevic Alexandr Dolgopolov Kevin Anderson Tomáš Berdych  |
| 9. června             | AEGON Championships Londýn, Velká Británie ATP World Tour 250 € – tráva – 56S/32Q/24D             | Alexander Peya Bruno Soares 4–6, 7–6(7–4), [10–4]          | Jamie Murray John Peers         | Stan Wawrinka Radek Štěpánek       | Marinko Matosevic Alexandr Dolgopolov Kevin Anderson Tomáš Berdych  |
| 16. června            | Topshelf Open 's-Hertogenbosch, Nizozemsko ATP World Tour 250 485 760 € – tráva – 32S/32Q/16D     | Roberto Bautista Agut 2–6, 7–6(7–2), 6–4                   | Benjamin Becker                 | João Sousa Jürgen Melzer           | Thiemo de Bakker Vasek Pospisil Nicolas Mahut Fernando Verdasco     |
| 16. června            | Topshelf Open 's-Hertogenbosch, Nizozemsko ATP World Tour 250 485 760 € – tráva – 32S/32Q/16D     | Jean-Julien Rojer Horia Tecău 6–3, 7–6(7–3)                | Santiago González Scott Lipsky  | João Sousa Jürgen Melzer           | Thiemo de Bakker Vasek Pospisil Nicolas Mahut Fernando Verdasco     |
| 16. června            | AEGON International Eastbourne, Velká Británie ATP World Tour 250 485 760 € – tráva – 28S/32Q/16D | Feliciano López 6–3, 6–7(5–7), 7–5                         | Richard Gasquet                 | Denis Istomin Sam Querrey          | Martin Kližan Édouard Roger-Vasselin Jérémy Chardy Julien Benneteau |
| 16. června            | AEGON International Eastbourne, Velká Británie ATP World Tour 250 485 760 € – tráva – 28S/32Q/16D | Treat Conrad Huey Dominic Inglot 7–5, 5–7, [10–8]          | Alexander Peya Bruno Soares     | Denis Istomin Sam Querrey          | Martin Kližan Édouard Roger-Vasselin Jérémy Chardy Julien Benneteau |
| 23. června 30. června | Wimbledon Londýn, Velká Británie Grand Slam 11 715 000 £ – tráva 128S/128Q/64D/16Q/48X            | Novak Djoković 6–7(7–9), 6–4, 7–6(7–4), 5–7, 6–4           | Roger Federer                   | Grigor Dimitrov Milos Raonic       | Marin Čilić Andy Murray Stan Wawrinka Nick Kyrgios                  |
| 23. června 30. června | Wimbledon Londýn, Velká Británie Grand Slam 11 715 000 £ – tráva 128S/128Q/64D/16Q/48X            | Vasek Pospisil Jack Sock 7–6(7–5), 6–7(3–7), 6–4, 3–6, 7–5 | Bob Bryan Mike Bryan            | Grigor Dimitrov Milos Raonic       | Marin Čilić Andy Murray Stan Wawrinka Nick Kyrgios                  |
| 23. června 30. června | Wimbledon Londýn, Velká Británie Grand Slam 11 715 000 £ – tráva 128S/128Q/64D/16Q/48X            | Nenad Zimonjić Samantha Stosurová 6–4, 6–2                 | Max Mirnyj Čan Chao-čching      | Grigor Dimitrov Milos Raonic       | Marin Čilić Andy Murray Stan Wawrinka Nick Kyrgios                  |

### Červenec
| Týden od     | Turnaj | Vítězové                                               | Finalisté                               | Semifinalisté                          | Čtvrtfinalisté                                                            |
| ------------ | --- | ------------------------------------------------------ | --------------------------------------- | -------------------------------------- | ------------------------------------------------------------------------- |
| 7. července  | Hall of Fame Tennis Championships Newport, Spojené státy ATP World Tour 250 539 730 $ – tráva – 32S/32Q/16D | Lleyton Hewitt 6–3, 6–7(4–7), 7–6(7–3)                 | Ivo Karlović                            | Jack Sock Samuel Groth                 | John Isner Steve Johnson Nicolas Mahut Dudi Sela                          |
| 7. července  | Hall of Fame Tennis Championships Newport, Spojené státy ATP World Tour 250 539 730 $ – tráva – 32S/32Q/16D | Chris Guccione Lleyton Hewitt 7–5, 6–4                 | Jonatan Erlich Rajeev Ram               | Jack Sock Samuel Groth                 | John Isner Steve Johnson Nicolas Mahut Dudi Sela                          |
| 7. července  | MercedesCup Stuttgart, Německo ATP World Tour 250 485 760 € – antuka – 28S/30Q/16D                          | Roberto Bautista Agut 6–3, 4–6, 6–2                    | Lukáš Rosol                             | Fabio Fognini Michail Južnyj           | Santiago Giraldo Guillermo García-López Feliciano López Federico Delbonis |
| 7. července  | MercedesCup Stuttgart, Německo ATP World Tour 250 485 760 € – antuka – 28S/30Q/16D                          | Mateusz Kowalczyk Artem Sitak 2–6, 6–1, [10–7]         | Guillermo García-López Philipp Oswald   | Fabio Fognini Michail Južnyj           | Santiago Giraldo Guillermo García-López Feliciano López Federico Delbonis |
| 7. července  | Swedish Open Båstad, Švédsko ATP World Tour 250 485 760 € – antuka – 28S/32Q/16D                            | Pablo Cuevas 6–2, 6–1                                  | João Sousa                              | Carlos Berlocq Fernando Verdasco       | David Ferrer Dušan Lajović Pablo Carreño Renzo Olivo                      |
| 7. července  | Swedish Open Båstad, Švédsko ATP World Tour 250 485 760 € – antuka – 28S/32Q/16D                            | Johan Brunström Nicholas Monroe 4–6, 7–6(7–5), [10–7]  | Jérémy Chardy Oliver Marach             | Carlos Berlocq Fernando Verdasco       | David Ferrer Dušan Lajović Pablo Carreño Renzo Olivo                      |
| 14. července | International German Open Hamburk, Německo ATP World Tour 500 1 322 150 € – antuka – 48S/16Q/16D            | Leonardo Mayer 6–7(3–7), 6–1, 7–6(7–4)                 | David Ferrer                            | Alexander Zverev Philipp Kohlschreiber | Pablo Andújar Tobias Kamke Lukáš Rosol Dušan Lajović                      |
| 14. července | International German Open Hamburk, Německo ATP World Tour 500 1 322 150 € – antuka – 48S/16Q/16D            | Marin Draganja Florin Mergea 6–4, 7–5                  | Alexander Peya Bruno Soares             | Alexander Zverev Philipp Kohlschreiber | Pablo Andújar Tobias Kamke Lukáš Rosol Dušan Lajović                      |
| 14. července | Claro Open Colombia Bogotá, Kolumbie ATP World Tour 250 755 625 $ – tvrdý – 28S/32Q/16D                     | Bernard Tomic 7–6(7–5), 3–6, 7–6(7–4)                  | Ivo Karlović                            | Víctor Estrella Burgos Radek Štěpánek  | Richard Gasquet Vasek Pospisil Alejandro González Jimmy Wang              |
| 14. července | Claro Open Colombia Bogotá, Kolumbie ATP World Tour 250 755 625 $ – tvrdý – 28S/32Q/16D                     | Samuel Groth Chris Guccione 7–6(7–5), 6–7(3–7), [11–9] | Nicolás Barrientos Juan Sebastián Cabal | Víctor Estrella Burgos Radek Štěpánek  | Richard Gasquet Vasek Pospisil Alejandro González Jimmy Wang              |
| 21. července | Crédit Agricole Suisse Open Gstaad Gstaad, Švýcarsko ATP World Tour 250 €485 760 – antuka – 28S/32Q/16D     | Pablo Andújar 6–3, 7–5                                 | Juan Mónaco                             | Robin Haase Fernando Verdasco          | Michail Južnyj Thomaz Bellucci Viktor Troicki Marcel Granollers           |
| 21. července | Crédit Agricole Suisse Open Gstaad Gstaad, Švýcarsko ATP World Tour 250 €485 760 – antuka – 28S/32Q/16D     | Andre Begemann Robin Haase 6–3, 6–4                    | Rameez Junaid Michal Mertiňák           | Robin Haase Fernando Verdasco          | Michail Južnyj Thomaz Bellucci Viktor Troicki Marcel Granollers           |
| 21. července | BB&T Atlanta Open Atlanta, Spojené státy ATP World Tour 250 647 675 $ – tvrdý – 28S/32Q/16D                 | John Isner 6–3, 6–4                                    | Dudi Sela                               | Jack Sock Benjamin Becker              | Marinko Matosevic Lukáš Lacko Vasek Pospisil Thiemo de Bakker             |
| 21. července | BB&T Atlanta Open Atlanta, Spojené státy ATP World Tour 250 647 675 $ – tvrdý – 28S/32Q/16D                 | Vasek Pospisil Jack Sock 6–3, 5–7, [10–5]              | Steve Johnson Sam Querrey               | Jack Sock Benjamin Becker              | Marinko Matosevic Lukáš Lacko Vasek Pospisil Thiemo de Bakker             |
| 21. července | ATP Vegeta Croatia Open Umag Umag, Chorvatsko ATP World Tour 250 485 760 € – antuka – 28S/32Q/16D           | Pablo Cuevas 6–3, 6–4                                  | Tommy Robredo                           | Fabio Fognini Marin Čilić              | Borna Ćorić Teimuraz Gabašvili Lukáš Rosol Pablo Carreño Busta            |
| 21. července | ATP Vegeta Croatia Open Umag Umag, Chorvatsko ATP World Tour 250 485 760 € – antuka – 28S/32Q/16D           | František Čermák Lukáš Rosol 6–4, 7–6(7–5)             | Dušan Lajović Franko Škugor             | Fabio Fognini Marin Čilić              | Borna Ćorić Teimuraz Gabašvili Lukáš Rosol Pablo Carreño Busta            |
| 28. července | Citi Open Washington, Spojené státy ATP World Tour 500 1 654 295 $ – tvrdý – 48S/16Q/16D                    | Milos Raonic 6–1, 6–4                                  | Vasek Pospisil                          | Richard Gasquet Donald Young           | Santiago Giraldo Kei Nišikori Kevin Anderson Steve Johnson                |
| 28. července | Citi Open Washington, Spojené státy ATP World Tour 500 1 654 295 $ – tvrdý – 48S/16Q/16D                    | Jean-Julien Rojer Horia Tecău 7–5, 6–4                 | Sam Groth Leander Paes                  | Richard Gasquet Donald Young           | Santiago Giraldo Kei Nišikori Kevin Anderson Steve Johnson                |
| 28. července | Bet-at-home Cup Kitzbühel Kitzbühel, Rakousko ATP World Tour 250 485 760 € – antuka – 28S/26Q/16D           | David Goffin 4–6, 6–1, 6–3                             | Dominic Thiem                           | Máximo González Juan Mónaco            | Paolo Lorenzi Lukáš Rosol Andreas Seppi Marcel Granollers                 |
| 28. července | Bet-at-home Cup Kitzbühel Kitzbühel, Rakousko ATP World Tour 250 485 760 € – antuka – 28S/26Q/16D           | Henri Kontinen Jarkko Nieminen 6–1, 6–4                | Daniele Bracciali Andreyj Golubjev      | Máximo González Juan Mónaco            | Paolo Lorenzi Lukáš Rosol Andreas Seppi Marcel Granollers                 |

### Srpen
| Týden od          | Turnaj | Vítězové                                     | Finalisté                           | Semifinalisté                   | Čtvrtfinalisté                                               |
| ----------------- | --- | -------------------------------------------- | ----------------------------------- | ------------------------------- | ------------------------------------------------------------ |
| 4. srpna          | Rogers Cup Toronto, Kanada ATP World Tour Masters 1000 3 766 270 $ – tvrdý – 56S/24Q/24D                        | Jo-Wilfried Tsonga 7–5, 7–6(7–3)             | Roger Federer                       | Grigor Dimitrov Feliciano López | Andy Murray Kevin Anderson Milos Raonic David Ferrer         |
| 4. srpna          | Rogers Cup Toronto, Kanada ATP World Tour Masters 1000 3 766 270 $ – tvrdý – 56S/24Q/24D                        | Alexander Peya Bruno Soares 6–4, 6–3         | Ivan Dodig Marcelo Melo             | Grigor Dimitrov Feliciano López | Andy Murray Kevin Anderson Milos Raonic David Ferrer         |
| 11. srpna         | Western & Southern Open Cincinnati, Spojené státy ATP World Tour Masters 1000 4 017 355 $ – tvrdý – 56S/28Q/24D | Roger Federer 6–3, 1–6, 6–2                  | David Ferrer                        | Julien Benneteau Milos Raonic   | Tommy Robredo Stan Wawrinka Fabio Fognini Andy Murray        |
| 11. srpna         | Western & Southern Open Cincinnati, Spojené státy ATP World Tour Masters 1000 4 017 355 $ – tvrdý – 56S/28Q/24D | Bob Bryan Mike Bryan 6–3, 6–2                | Vasek Pospisil Jack Sock            | Julien Benneteau Milos Raonic   | Tommy Robredo Stan Wawrinka Fabio Fognini Andy Murray        |
| 18. srpna         | Winston-Salem Open Winston-Salem, Spojené státy ATP World Tour 250 683 705 $ – tvrdý – 48S/32Q/16D              | Lukáš Rosol 3–6, 7–6(7–3), 7–5               | Jerzy Janowicz                      | Lu Jan-sun Sam Querrey          | John Isner Andreas Seppi David Goffin Guillermo García-López |
| 18. srpna         | Winston-Salem Open Winston-Salem, Spojené státy ATP World Tour 250 683 705 $ – tvrdý – 48S/32Q/16D              | Juan Sebastián Cabal Robert Farah 6–3, 6–4   | Jamie Murray John Peers             | Lu Jan-sun Sam Querrey          | John Isner Andreas Seppi David Goffin Guillermo García-López |
| 25. srpna 1. září | US Open New York, Spojené státy Grand Slam $ – tvrdý 128S/128Q/64D/32X                                          | Marin Čilić 6–3, 6–3, 6–3                    | Kei Nišikori                        | Novak Djoković Roger Federer    | Andy Murray Stan Wawrinka Tomáš Berdych Gaël Monfils         |
| 25. srpna 1. září | US Open New York, Spojené státy Grand Slam $ – tvrdý 128S/128Q/64D/32X                                          | Bob Bryan Mike Bryan 6–3, 6–4                | Marcel Granollers Marc López        | Novak Djoković Roger Federer    | Andy Murray Stan Wawrinka Tomáš Berdych Gaël Monfils         |
| 25. srpna 1. září | US Open New York, Spojené státy Grand Slam $ – tvrdý 128S/128Q/64D/32X                                          | Sania Mirzaová Bruno Soares 6–1, 2–6, [11–9] | Abigail Spearsová Santiago González | Novak Djoković Roger Federer    | Andy Murray Stan Wawrinka Tomáš Berdych Gaël Monfils         |

### Září
| Týden od | Turnaj                                                                                             | Vítězové                                                      | Finalisté                           | Semifinalisté                   | Čtvrtfinalisté                                                             |
| -------- | -------------------------------------------------------------------------------------------------- | ------------------------------------------------------------- | ----------------------------------- | ------------------------------- | -------------------------------------------------------------------------- |
| 8. září  | Davis Cup, semifinále Paříž, Francie – antuka Ženeva, Švýcarsko – tvrdý (h)                        | postupující do finále Francie 4–1 Švýcarsko 3–2               | poražení semifinalisté Česko Itálie |                                 |                                                                            |
| 15. září | Moselle Open Mety, Francie ATP World Tour 250 € – tvrdý (h) – 28S/32Q/16D                          | David Goffin 6–4, 6–3                                         | João Sousa                          | Jan-Lennard Struff Gaël Monfils | Jo-Wilfried Tsonga Philipp Kohlschreiber Paul-Henri Mathieu Jerzy Janowicz |
| 15. září | Moselle Open Mety, Francie ATP World Tour 250 € – tvrdý (h) – 28S/32Q/16D                          | Mariusz Fyrstenberg Marcin Matkowski 6–7(3–7), 6–3, [10–8]    | Marin Draganja Henri Kontinen       | Jan-Lennard Struff Gaël Monfils | Jo-Wilfried Tsonga Philipp Kohlschreiber Paul-Henri Mathieu Jerzy Janowicz |
| 23. září | Shenzhen Open Šen-čen, Čína ATP World Tour 250 $ – tvrdý (h) – 28S/32Q/16D                         | Andy Murray 5–7, 7–6(11–9), 6–1                               | Tommy Robredo                       | Santiago Giraldo Juan Mónaco    | Viktor Troicki Andreas Seppi Richard Gasquet Lukáš Lacko                   |
| 23. září | Shenzhen Open Šen-čen, Čína ATP World Tour 250 $ – tvrdý (h) – 28S/32Q/16D                         | Jean-Julien Rojer Horia Tecău 6–4, 7–6(7–4)                   | Chris Guccione Sam Groth            | Santiago Giraldo Juan Mónaco    | Viktor Troicki Andreas Seppi Richard Gasquet Lukáš Lacko                   |
| 23. září | Malaysian Open Kuala Lumpur, Malajsie ATP World Tour 250 $ – tvrdý (h) – 28S/16Q/16D               | Kei Nišikori 7–6(7–4), 6–4                                    | Julien Benneteau                    | Jarkko Nieminen Ernests Gulbis  | Marinko Matosevic Pablo Andújar Pablo Cuevas Benjamin Becker               |
| 23. září | Malaysian Open Kuala Lumpur, Malajsie ATP World Tour 250 $ – tvrdý (h) – 28S/16Q/16D               | Marcin Matkowski Leander Paes 3–6, 7–6(7–5), [10–5]           | Jamie Murray John Peers             | Jarkko Nieminen Ernests Gulbis  | Marinko Matosevic Pablo Andújar Pablo Cuevas Benjamin Becker               |
| 29. září | China Open Peking, Čína ATP World Tour 500 $ – tvrdý – 32S/16Q/16D                                 | Novak Djoković 6–0, 6–2                                       | Tomáš Berdych                       | Andy Murray Martin Kližan       | Grigor Dimitrov Marin Čilić John Isner Rafael Nadal                        |
| 29. září | China Open Peking, Čína ATP World Tour 500 $ – tvrdý – 32S/16Q/16D                                 | Jean-Julien Rojer Horia Tecău 6–7(6–8), 7–5, [10–5]           | Julien Benneteau Vasek Pospisil     | Andy Murray Martin Kližan       | Grigor Dimitrov Marin Čilić John Isner Rafael Nadal                        |
| 29. září | Rakuten Japan Open Tennis Championships Tokio, Japonsko ATP World Tour 500 $ – tvrdý – 32S/16Q/16D | Kei Nišikori 7–6(7–5), 4–6, 6–4                               | Milos Raonic                        | Benjamin Becker Gilles Simon    | Jack Sock Jérémy Chardy Denis Istomin Steve Johnson                        |
| 29. září | Rakuten Japan Open Tennis Championships Tokio, Japonsko ATP World Tour 500 $ – tvrdý – 32S/16Q/16D | Pierre-Hugues Herbert Michał Przysiężny 6–3, 6–7(3–7), [10–5] | Ivan Dodig Marcelo Melo             | Benjamin Becker Gilles Simon    | Jack Sock Jérémy Chardy Denis Istomin Steve Johnson                        |

### Říjen
| Týden od  | Turnaj                                                                                              | Vítězové                                               | Finalisté                               | Semifinalisté                        | Čtvrtfinalisté                                                  |
| --------- | --------------------------------------------------------------------------------------------------- | ------------------------------------------------------ | --------------------------------------- | ------------------------------------ | --------------------------------------------------------------- |
| 6. října  | Shanghai Rolex Masters Šanghaj, Čína ATP World Tour Masters 1000 $6 521 695 – tvrdý – 56S/28Q/24D   | Roger Federer 7–6(8–6), 7–6(7–2)                       | Gilles Simon                            | Novak Djoković Feliciano López       | David Ferrer Julien Benneteau Tomáš Berdych Michail Južnyj      |
| 6. října  | Shanghai Rolex Masters Šanghaj, Čína ATP World Tour Masters 1000 $6 521 695 – tvrdý – 56S/28Q/24D   | Bob Bryan Mike Bryan 6–3, 7–6(7–3)                     | Julien Benneteau Édouard Roger-Vasselin | Novak Djoković Feliciano López       | David Ferrer Julien Benneteau Tomáš Berdych Michail Južnyj      |
| 13. října | Kremlin Cup Moskva, Rusko ATP World Tour 250 $855 490 – tvrdý (h) – 28S/32Q/16D                     | Marin Čilić 6–4, 6–4                                   | Roberto Bautista Agut                   | Ernests Gulbis Michail Kukuškin      | Ričardas Berankis Andreas Seppi Michail Južnyj Tommy Robredo    |
| 13. října | Kremlin Cup Moskva, Rusko ATP World Tour 250 $855 490 – tvrdý (h) – 28S/32Q/16D                     | František Čermák Jiří Veselý 7–6(7–2), 7–5             | Sam Groth Chris Guccione                | Ernests Gulbis Michail Kukuškin      | Ričardas Berankis Andreas Seppi Michail Južnyj Tommy Robredo    |
| 13. října | If Stockholm Open Stockholm, Švédsko ATP World Tour 250 €593 705 – tvrdý (h) – 28S/32Q/16D          | Tomáš Berdych 5–7, 6–4, 6–4                            | Grigor Dimitrov                         | Matthias Bachinger Bernard Tomic     | Marius Copil Adrian Mannarino Fernando Verdasco Jack Sock       |
| 13. října | If Stockholm Open Stockholm, Švédsko ATP World Tour 250 €593 705 – tvrdý (h) – 28S/32Q/16D          | Eric Butorac Raven Klaasen 6–4, 6–3                    | Treat Conrad Huey Jack Sock             | Matthias Bachinger Bernard Tomic     | Marius Copil Adrian Mannarino Fernando Verdasco Jack Sock       |
| 13. října | Erste Bank Open Vídeň, Rakousko ATP World Tour 250 €571 775 – tvrdý (h) – 28S/32Q/16D               | Andy Murray 5–7, 6–2, 7–5                              | David Ferrer                            | Philipp Kohlschreiber Viktor Troicki | Ivo Karlović Benjamin Becker Thomaz Bellucci Jan-Lennard Struff |
| 13. října | Erste Bank Open Vídeň, Rakousko ATP World Tour 250 €571 775 – tvrdý (h) – 28S/32Q/16D               | Jürgen Melzer Philipp Petzschner 7–6(8–6), 4–6, [10–7] | Andre Begemann Julian Knowle            | Philipp Kohlschreiber Viktor Troicki | Ivo Karlović Benjamin Becker Thomaz Bellucci Jan-Lennard Struff |
| 20. října | Valencia Open 500 Valencie, Španělsko ATP World Tour 500 €2 204 230 – tvrdý (h) – 32S/16Q/16D       | Andy Murray 3–6, 7–6(9–7), 7–6(10–8)                   | Tommy Robredo                           | David Ferrer Jérémy Chardy           | Thomaz Bellucci Kevin Anderson Pablo Carreño Pablo Andújar      |
| 20. října | Valencia Open 500 Valencie, Španělsko ATP World Tour 500 €2 204 230 – tvrdý (h) – 32S/16Q/16D       | Jean-Julien Rojer Horia Tecău 6–4, 6–2                 | Kevin Anderson Jérémy Chardy            | David Ferrer Jérémy Chardy           | Thomaz Bellucci Kevin Anderson Pablo Carreño Pablo Andújar      |
| 20. října | Swiss Indoors Basel Basilej, Švýcarsko ATP World Tour 500 €1 915 060 – tvrdý (h) – 32S/16Q/16D      | Roger Federer 6–2, 6–2                                 | David Goffin                            | Ivo Karlović Borna Ćorić             | Grigor Dimitrov Benjamin Becker Milos Raonic Rafael Nadal       |
| 20. října | Swiss Indoors Basel Basilej, Švýcarsko ATP World Tour 500 €1 915 060 – tvrdý (h) – 32S/16Q/16D      | Vasek Pospisil Nenad Zimonjić 7–6(15–13), 1–6, [10–5]  | Marin Draganja Henri Kontinen           | Ivo Karlović Borna Ćorić             | Grigor Dimitrov Benjamin Becker Milos Raonic Rafael Nadal       |
| 27. října | BNP Paribas Masters Paříž, Francie ATP World Tour Masters 1000 €3 452 415 – tvrdý (h) – 48D/24Q/24Č | Novak Djoković 6–2, 6–3                                | Milos Raonic                            | Kei Nišikori Tomáš Berdych           | Andy Murray David Ferrer Kevin Anderson Roger Federer           |
| 27. října | BNP Paribas Masters Paříž, Francie ATP World Tour Masters 1000 €3 452 415 – tvrdý (h) – 48D/24Q/24Č | Bob Bryan Mike Bryan 7–6(7–5), 5–7, [10–6]             | Marcin Matkowski Jürgen Melzer          | Kei Nišikori Tomáš Berdych           | Andy Murray David Ferrer Kevin Anderson Roger Federer           |

### Listopad
| Týden od      | Turnaj | Vítězové                                   | Finalisté                 | Semifinalisté              | Základní skupina                                                |
| ------------- | --- | ------------------------------------------ | ------------------------- | -------------------------- | --------------------------------------------------------------- |
| 3. listopadu  | žádný turnaj v kalendáři.                                                                                         | žádný turnaj v kalendáři.                  | žádný turnaj v kalendáři. | žádný turnaj v kalendáři.  | žádný turnaj v kalendáři.                                       |
| 10. listopadu | Barclays ATP World Tour Finals Londýn, Spojené království ATP World Tour Finals 6 500 000 USD – tvrdý (h) – 8D/8Č | Novak Djoković bez boje                    | Roger Federer             | Kei Nišikori Stan Wawrinka | Andy Murray Milos Raonic David Ferrer Marin Čilić Tomáš Berdych |
| 10. listopadu | Barclays ATP World Tour Finals Londýn, Spojené království ATP World Tour Finals 6 500 000 USD – tvrdý (h) – 8D/8Č | Bob Bryan Mike Bryan 6–7(5–7), 6–2, [10–7] | Ivan Dodig Marcelo Melo   | Kei Nišikori Stan Wawrinka | Andy Murray Milos Raonic David Ferrer Marin Čilić Tomáš Berdych |
| 17. listopadu | Davis Cup, finále Lille, Francie – antuka (h)                                                                     | Švýcarsko (1. titul) 3–1                   | Francie                   |                            |                                                                 |

## Ukončení kariéry
Seznam uvádí tenisty (vítěze turnaje ATP, a/nebo ty, kteří byli klasifikováni alespoň jeden týden v Top 100 dvouhry a/nebo Top 50 čtyřhry žebříčku ATP), jež ohlásili ukončení profesionální kariéry, neodehráli za více než 52 uplynulých týdnů žádný turnaj, nebo jim byl uložen stálý zákaz hraní, a to v sezóně 2014:
- Mahesh Bhupathi (* 7. června 1974 Bengalúru, Indie), profesionál od roku 1995, bývalý první hráč světa na žebříčku ATP ve čtyřhře, kterým se poprvé stal 26. dubna 1999, na čele strávil čtyři týdny. Vítěz mužské čtyřhry French Open 1999 a 2001, Wimbledonu 1999 a US Open 2002. Každý ze čtyř grandslamů vyhrál dvakrát také ve smíšené čtyřhře. Čtvrtý společně s Paesem z mužské čtyřhry Letních olympijských her 2004 v Athénách. Ukončení profesionální dráhy oznámil po skončení Wimbledonu 2014.[2]
- Paul Capdeville (* 2. dubna 1983 Santiago, Chile) profesionál od roku 2002, nejvýše postaven ve dvouhře žebříčku ATP na 76. místě v roce 2009. Ukončení profesionální dráhy oznámil po skončení. Ukončení dráhy oznámil po skončení French Open 2014.[3]
- Rik de Voest (* 5. června 1980 Milán, Itálie), profesionál od roku 1999, nejvýše postaven ve čtyřhře žebříčku ATP na 39. místě v roce 2009. Ukončení profesionální dráhy oznámil po skončení Wimbledonu 2014.[4]
- Alessio di Mauro (* 9. srpna 1977 Syrakusy, Itálie), profesionál od roku 1998, nejvýše postaven ve dvouhře žebříčku ATP na 68. místě v roce 2007 Ukončení profesionální dráhy ohlásil na konec září.[5]
- Ross Hutchins (* 22. února 1985 Londýn, Anglie, Spojené království), profesionál od roku 2002, nejvýše postaven ve čtyřhře žebříčku ATP na 26. místě v roce 2012. Vítěz pěti deblových turnajů. Na Grand Slamu došel nejdále dvakrát do čtvrtfinále (v roce 2011 na Wimbledonu a na US Open) společně s krajanem Colinem Flemingem. Také získal stříbrnou medaili ve čtyřhře na hrách Commonwealthu v roce 2010. Byl součástí daviscupového týmu Velké Británie, za který mezi lety 2008 a 2012 nastoupil celkem sedmkrát. Poté, co mu začátkem roku 2013 byl diagnostokován Hodgkinův lymfom, se rozhodl dát si pauzu od profesionální tenisu a v polovině roku 2014 se znovu vrátit. Ukončení profesionální dráhy ohlásil na závěr sezóny 2014.[6]
- Michaël Llodra (* 18. května 1980 Paříž, Francie), profesionál od roku 1999, nejvýše postaven ve dvouhře žebříčku ATP na 21. místě v roce 2011 a ve čtyřhře pak na 3. místě téže sezóny. Vítěz pěti singlových a dvaceti pěti deblových turnajů, včetně tří Grand Slamů ve čtyřhře. Stříbrný olympijský medailista z mužské čtyřhry Londýnských her 2012 po boku Tsongy; dvojnásobný finalista Davis Cupu z let 2002 a 2010. Ukončení profesionální dráhy ohlásil na závěr sezóny 2014.[7]
- Andy Ram (* 10. dubna 1980 Montevideo, Uruguay), profesionál od roku 1998, nejvýše postaven ve dvouhře žebříčku ATP na 187. místě v roce 2000 a ve čtyřhře pak na 5. místě roku 2008. Vítěz dvaceti deblových turnajů, včetně jednoho Grand Slamu na Australian Open 2008 s Erlichem. Trofeje ze smíšené čtyřhry přidal ve Wimbledonu 2006 se Zvonarevovou a na French Open 2007 v páru s Dechyovou. Ukončení profesionální dráhy ohlásil po skončení daviscupového zápasu proti Argentině.[8]
- Olivier Rochus (* 18. ledna 1981 Namur, Belgie), profesionál od roku 1999, nejvýše postaven ve dvouhře žebříčku ATP na 24. místě v roce 2005 a ve čtyřhře pak na 29. místě roku 2004. Vítěz dvou singlových a dvou deblových deblových turnajů ATP, včetně jednoho Grand Slamu na French Open 2004 po boku krajana Malisse. Ukončení profesionální dráhy ohlásil na závěr sezóny 2014.[9]

## Návraty
Návraty významných tenistů:
- Francisco Roig (* 1. dubna 1968 Barcelona, Španělsko), profesionál od roku 1987, nejvýše postaven ve dvouhře žebříčku ATP na 60. místě v roce 1992 a ve čtyřhře pak na 23. místě roku 1995. Návrat učinil v mužské čtyřhře Qatar ExxonMobil Open, kde se jeho spoluhráčem stal Rafael Nadal.
- Patrick Rafter (* 28. prosince 1972 Mount Isa, Austrálie), profesionál od roku 1991, bývalá světová jednička ve dvouhře a 6. hráč žebříčku ATP ve čtyřhře z roku 1999. Vítěz jedenácti singlových turnajů, včetně dvou Grand Slamů. Návrat učinil v mužské čtyřhře Australian Open 2014, kde se jeho spoluhráčem stal krajan a další bývalý první hráč světa Lleyton Hewitt.
- Sándor Noszály (* 16. března 1972 Budapešť, Maďarsko), na ATP Challenger Tour vstoupil roku 1989 v sedmnácti letech, na žebříčku ATP byl pro dvouhru nejvýše klasifikován na 95. místě roku 1995. K profesionálnímu tenisu se vrátil po čtyřleté přestávce poté, co obdržel divokou kartu do kvalifikace dvouhry na červencovém Hall of Fame Tennis Championships 2014 v rhodeislandském Newportu, kde prohrál v úvodním kvalifikačním kole.[10].
- Viktor Troicki (* 10. února 1986 Bělehrad, Jugoslávie), profesionálem od sezóny 2003, joined the pro tour in 2003, na žebříčku ATP byl pro dvouhru nejvýše klasifikován na 12. místě roku 2011 a ve čtyřhře pak na 49. příčce roku 2010. Na orkuhu ATP Tour vyhrál po jednom singlovém i deblovém titulu. Odvolací soud mu snížil 18měsíční zákaz startu za porušení dopingových pravidel, když odmítl odběr krevního vzorku na Monte-Carlo Rolex Masters 2013, a to na jeden rok s datem ukončení zákazu 15. července 2014. Na okruh se vrátil švýcarským turnajem Crédit Agricole Suisse Open 2014, kam obdržel divokou kartu.